# 삼각형자리 은하
삼각형자리 은하(영어: Triangulum Galaxy)는 지구에서 300만 광년 가량 떨어져 있는 삼각형자리에 위치한 나선 은하이다.

## 목록 번호 맟 명칭
삼각형자리 은하는 메시에 천체 목록에 M33으로, 신판일반목록(NGC)에 NGC 598로 등록되어 있고, 종종 별칭인 바람개비 은하(Pinwheel Galaxy)라고도 불린다. 참고로 해당 별칭은 메시에 101(바람개비 은하)의 이름과 같다.
삼각형자리 은하는 우리 은하와 안드로메다 은하를 포함하는 국부 은하군에 속해 있는 은하 중 3번째로 크고 무거운 은하이다. 또한 육안으로 볼 수 있는 가장 먼 심원 천체(Deep Sky Object)이기도 하다.

## 다른 명칭의 해석
삼각형자리 은하는 종종 비공식적으로 스테븐 오마라와 같은 일부 아마추어 천문가나 몇몇 공공 기관에서 "바람개비 은하"라고 불린다. 그러나 SIMBAD 같은 천문학 전문 데이터베이스에 의하면, "바람개비 은하"(Pinwheel Galaxy)는 공식적으로 메시에 101(Messier 101)을 지칭하며, 그렇기에 많은 천문학 관련 인터넷 사이트에서도 바람개비 은하를 메시에 101로 인식한다.

## 가시성
광공해가 없는 매우 어두운 하늘이라면, 삼각형자리 은하를 육안으로 볼 수 있다. 삼각형자리 은하는 천체 망원경의 도움 없이 맨눈으로 볼 수 있는 가장 먼 심원천체 중 하나이다. 매우 흐릿하게 보이기 때문에, 가시성은 적은 양의 광 공해라도 심각하게 영향을 받는다. 그 범위는 매우 어두운 하늘에서 바로 볼 수 있는 것에서 부터 시골이나 부도심의 하늘에서의 어려운 비켜보기까지이다. 그런 이유로 삼각형자리 은하는 보틀 척도(Bortle Dark-Sky Scale)에서 가장 중요한 심원 천체 중 하나이다.

## 관측 역사

### 존재 추정
- 삼각형자리 은하는 아마도 지오반니 바티스타 오디에르나에 의해 1654년 이전에 발견되었을 것이라 추정된다. 그의 책 De systemate orbis cometici; deque admirandis coeli caracteribus ("혜성 궤도의 분류 및 하늘에서 볼 만한 천체에 대하여")에서, 그는 그 천체를 구름같은 모습이라 비유하고, 그 위치에 대해 '삼각형 부근에'(near the Triangle 'hinc inde') 있다는 표현을 썼다. 그는 아마도 삼각형자리 부근에 있는 또 하나의 삼각형이라 추정한 것으로 보인다. 그 천체의 겉보기 등급은 M33과 일치했고, 이에 따라 그가 수록한 천체는 삼각형자리 은하일 확률이 높다.[17]

### 존재 확인 및 연구
- 삼각형자리 은하는 1764년 8월 25일~26일에 프랑스의 천문학자 샤를 메시에(Charles Messier)에 의해 발견되었다. 해당 천체는 1771년 메시에 목록에 M33으로 등록되었다. 윌리엄 허셜(William Herschel)이 허셜 천체 목록이라는 400개 천체를 수록한 목록을 출간하기 전에, 그는 메시에가 발견한 대부분의 천체를 수록하지 않았다.[18] 그러나 삼각형자리 은하는 예외적으로 1784년 9월 11일에 H V-17이라는 명칭으로 추가되었다.[19]

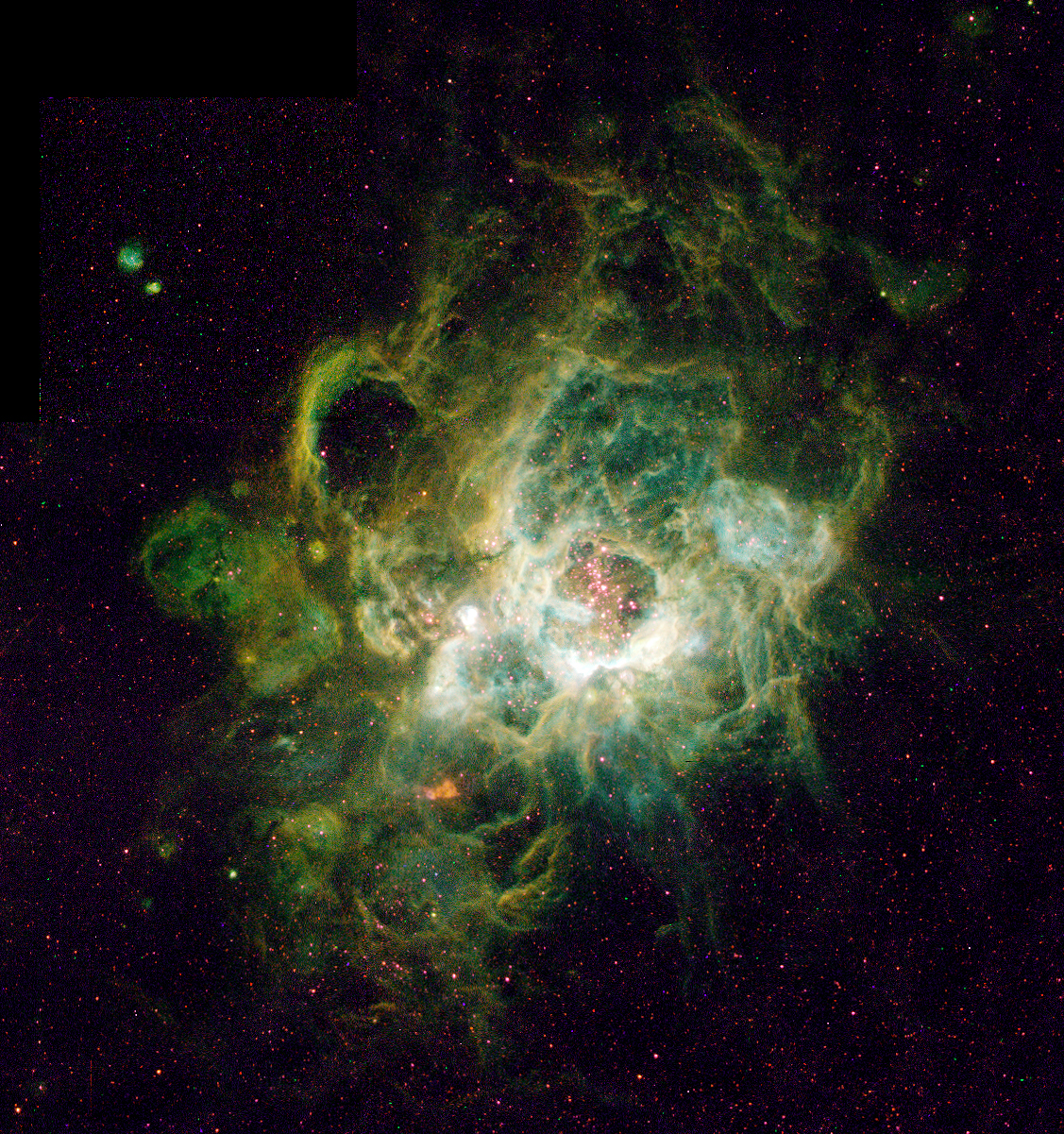
삼각형자리 은하에 있는 거대 성운 NGC 604.

- 허셜은 또한 삼각형자리 은하에 있는 가장 거대한 H II 영역(이온화된 수소를 포함한 발광 성운)을 H III.150이라는 이름으로 목록에 추가했다(삼각형자리 은하와는 별개의 것이다). 지구에서 보았을 때, NGC 604는 삼각형자리 은하의 중심핵으로부터 북동쪽에 위치해 있다. 이는 가장 큰 H II 영역 중 하나로, 반지름은 1,500 광년에 육박하며 스펙트럼은 오리온 성운의 그것과 매우 비슷하다. 허셜은 나머지 3개의 H II 영역도 관측했다(NGC 588, 592 and 595).

- 또한 이것은 1850년 윌리엄 로스 백작에 의해 최초로 확인된 '나선 성운'(Spiral nebulae)'이다. 1922년~1923년에, 존 샤를 던컨과 막스 울프가 이 '성운'에서 변광성을 발견했다. 에드윈 허블은 삼각형자리 은하에서 발견된 변광성 중 35개가 세페이드 변광성임을 1926년 보였고, 이에 따라 거리 추정이 가능해졌다.

- 그 결과, 삼각형자리 은하는 단지 우리 은하 내부에 위치해 있는 성운이라기보다는 서로 독립되어 있는 외부 은하임이 최종적으로 확인되었다.[20]

## 천문학적 특성
지름이 대략 50,000~60,000 광년인 삼각형자리 은하는 국부 은하군에서 3번째로 큰 은하이다. 또한 안드로메다 은하와 중력적으로 묶여 있을지도 모른다.

## 국부 은하군에 있는 은하와의 항성 수 비교
삼각형자리 은하에는 약 400억 개의 항성이 있으며, 반면에 우리 은하에는 4,000억 개, 안드로메다 은하에는 1조 개가 있다.

## 원반 질량
삼각형자리 은하 원반의 질량은 대략 태양의 (3-6) × 109 배 정도이다.

## 원반 질량의 분포
그 중에 성간 물질(성간 가스, 먼지 등)이 대략 태양의 3.2 × 109 배 정도를 차지한다. 이에 따라 모든 중입자들이 차지하는 질량은 태양의 1010 배 정도로 보인다. 암흑 물질까지 고려하여 추정한 반지름과 질량은 대략 55,000광년, 태양의 5 × 1010 배 정도로 추정된다.

## 거리
삼각형자리 은하까지의 거리는 대략 238만 ~ 307만 광년으로 추정된다. 이에 따라 중간값은 약 273만 광년으로, 안드로메다 은하보다 약간 더 먼 은하이다(안드로메다 은하 까지의 거리는 약 254만 광년).

## 거리 측정 방법
거리 측정을 위해 최소 3가지 방법이 병행되었는데, 세페이드 변광성법으로 추정한 거리는 2004년 기준 277만 ± 13만 광년이다. 같은 해 점근거성가지법으로 추정한 거리는 259만 ± 8만 광년이었다.

## 식쌍성의 발견
2006년에는 해당 은하에서 식쌍성이 발견되었음이 발표되었다. 해당 식쌍성을 연구한 끝에 대략적인 항성의 크기와 밝기 및 표면 온도를 알 수 있게 되었고, 절대 등급을 측정할 수 있게 되었다. 겉보기 등급과 절대 등급을 알면 해당 항성까지의 거리를 구할 수 있다. 발견된 식쌍성은 지구로부터 307만 ± 24만 광년 떨어져 있었다. 1987년부터 시작된 대략 102 가지의 거리 추정이 발간되었는데, 평균 거리 지수 24.69, 평균 거리는 288만 광년이었다.

## 안드로메다 은하와의 상호 작용
삼각형자리 은하는 물 분자가 내는 천체 물리학적 메이저가 있는 곳이다. 2005년 VLBA를 통해 삼각형자리 은하에 있는 서로 반대 방향에 위치한 2개의 물 분자 메이저를 관측한 결과, 처음으로 각운동량과 고유 회전을 추정할 수 있게 되었다. 우리 은하에 대한 상대 속도는 대략 190 ± 60 km/s이었는데, 이는 삼각형자리 은하가 안드로메다 은하쪽으로 이동하고 있으며 거대 은하의 위성 은하일수도 있다는 뜻이다. 2004년에는 삼각형자리 은하와 안드로메다 은하 간에 수소 가스 연결 흐림이 있다는 과학적 증거가 발표되었는데, 해당 발견은 2011년에 확인되었다. 두 은하 간의 거리가 100만 광년 미만이라는 점도 해당 가설을 지지한다.

## 물고기자리 왜소 은하의 위치

### 삼각형자리 은하의 왜소 은하 가능성
물고기자리 왜소 은하는 국부 은하군에 위치한 왜소 은하인데, 지구로부터 약 202만 광년 떨어져 있다. 안드로메다 은하로부터 20°, 삼각형자리 은하로부터 11° 떨어져 있는데, 두 은하 간의 거리가 모두 91만 3,000 광년이라는 점을 고려했을 때, 물고기자리 왜소 은하는 둘 중 하나의 위성 은하일 것으로 추정된다. 해당 은하는 은하핵의 지름이 483 광년이며 질량은 태양의 2670만 배이다.

## 구조
프랑스의 천문학자 제라드 드 보클레르는 허블의 은하 분류를 개정하여, 삼각형자리 은하의 형태를 SA(s)cd로 분류했다. 접두사 S는 천문학에서, 은하핵을 중심으로 나선형 구조가 매우 잘 나타나 있는 은하인, 흔히들 나선 은하로 불리는 은하를 말한다. 다음, A는 은하핵에서 막대 구조가 있지만 매우 미미하거나 아예 없는 경우를 뜻한다. 그와 반대로 SB는 막대 나선 은하를 뜻하며, 우리 은하가 이에 속한다. 미국의 천문학자 앨런 샌디지는 "(s)"의 의미를 나선팔이 은하핵에서 직접 뻗어서 나타나는 경우라는 뜻으로 사용했다. 그와 반대로 "(r)"의 경우에는 은하 내부의 고리에서 나선팔이 나타나는 경우이다. 마지막으로 접미사 cd는 나선팔의 모습이 전체적으로 끝 부분에서 열려 있음을 의미한다. cd는 보통 느슨하게 되어 있는 나선팔을 뜻한다.

## 구조 파악
삼각형자리 은하는 지구에서 봤을 때 지평면 기준 약 54˚ 기울어져 있고, 이 때문에 가스나 먼지에 가려져 있지 않은 상태에서 구조를 파악할 수 있게 해 준다. 삼각형자리 은하의 원반은 약 8천 파섹의 반지름을 가지고 있다. 이 은하 주변에도 은하 헤일로가 있을 것으로 보이지만, 은하핵에 팽대부(벌지; bulge)가 없다. 이는 이 은하가 지금까지 다른 어떤 은하와 상호작용하지 않았고, 흡수 활동도 하지 않았다는 뜻이며, 소형 회전 타원체 및 우리 은하 간의 조석력도 없다.

## 막대 구조 존재 가능성
삼각형자리 은하는 보통의 나선 은하로 분류되어 있지만, 은하 형태의 분석 결과 은하핵 주변에 약한 막대 구조가 존재하는 것이 보여졌다. 은하핵의 반지름은 대략 800 파섹가량으로 추정된다. 은하핵 주변에는 H II 영역이 있으며, 또한 강력한 X선원을 가지고 있는데, 에너지 방출량은 대략 초당 {{nowrap|1.2 × 1039}}에르그 정도로 국부 은하군에서 가장 강력한 X선원임을 보여 준다.

## 엑스선원의 방출량 변화 주기
해당 X선원은 106일을 주기로 그 방출량을 최대 ±20%까지 변화시킨다.

## 중간질량 블랙홀의 존재
삼각형자리 은하핵에는 초대질량 블랙홀이 나타나지 않으며, 은하핵 주변의 항성의 시선 속도로 보았을 때, 초대질량 블랙홀 대신 태양의 3,000배쯤 되는 질량을 갖는 중간 질량 블랙홀이 있을 것으로 추정된다.

## 은하핵 주변의 나선팔 구조
은하 내부 주변에는 은하핵에서 뻗어 나온 두 개의 밝은 나선팔이 보인다.

## 은하핵 주변의 나선팔 구조의 정의
이 두 개의 나선팔은 각각 IN(북쪽)과 IS(남쪽)으로 정의되었다.

## 항성 형성 활동

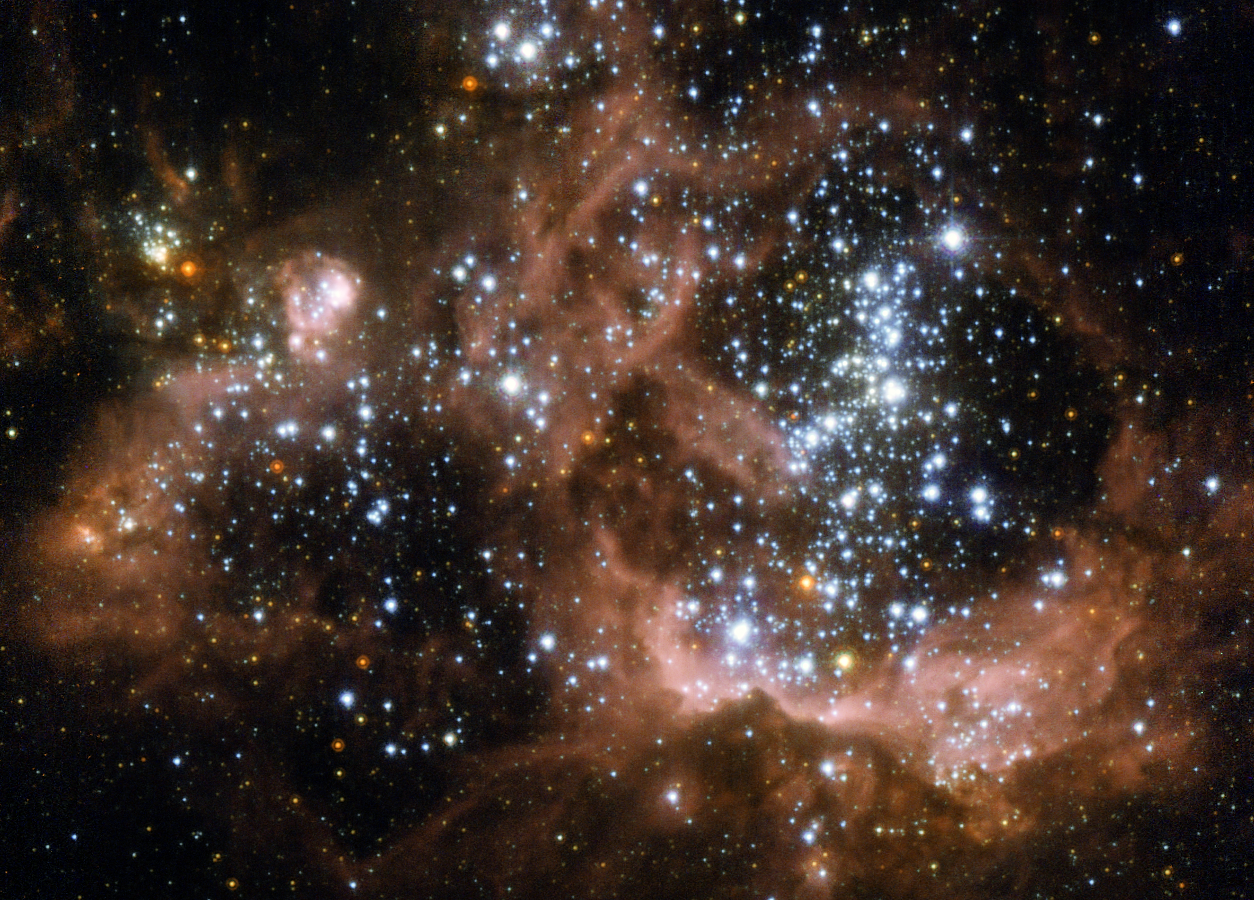
NGC 604, 허블 우주 망원경이 촬영한 삼각형자리 은하 내부에 있는 항성 생성 영역.

은하 중심의 4분각 정도 되는 영역에는, 원자 상태의 가스가 효율적으로 분자 상태의 가스로 바뀌고 있다. 이것은 일산화 탄소의 방출 스펙트럼 관측으로 보여준다. 이러한 효과는 거대한 분자 구름이 성간 물질 주변을 포위하는 형태로 하여금 분자 구름을 발생시킨다. 이러한 과정은 바깥 4분각 정도의 영역에서도 발생하지만, 효율은 훨씬 낮다. 약 10% 정도의 은하 가스가 분자 상태로 있다.
항성 형성은 은하 내부의 가스 밀도에 따라 그 비율이 크게 영향을 받으며, 때문에 삼각형자리 은하의 항성 형성 비율은 안드로메다 은하보다 훨씬 높다. (항성 형성 비율은 대략 34억 년−1 pc−2 인데, 안드로메다 은하는 0.74억 년-1 pc-2이다.) 삼각형자리 은하에서 항성 형성에 사용되는 질량의 비율은 연간 태양 질량의 약 45% 가량이다. 항성 형성 알짜 비율이 감소하거나 현상 유지 중인지는 아직 확실하지 않다.
삼각형자리 은하의 화학적 구성 분석 결과에 의하면, 두 부분의 확연히 다른 영역으로 분리되어 있는 것으로 보인다. 반경 3만 광년 이내의 영역에는 중심에서 멀어질수록 성간 물질의 선형적 감소가 눈에 띄는, 전형적인 성간 물질 변화도가 나타난다. 3만 광년에서 8만 2,000 광년까지의 영역에서는 그 변화도가 거의 나타나지 않는, 평탄한 양상을 보인다. 이것은 은하 내부 영역, 은하 외부 영역, 그리고 헤일로의 서로 다른 형성 역사를 보여주며, "인사이드-아웃" 은하 형성 시나리오로 설명될 수도 있다. 이는 은하 외부에서 성간 가스가 축적될 때, 중심핵 주변의 성간 가스가 고갈되면 발생한다. 이것은 은하핵 반지름이 증가하는 데 비해 항성의 평균 나이가 감소하는 이유를 설명할 수 있다.

## 방출원의 존재 및 발견
스피처 우주 망원경의 적외선 관측을 토대로 하여, 삼각형자리 은하에 위치한 515곳의 24 μm 선 방출원이 발견되었고, 2007년 그 목록에 추가되었다. 가장 밝은 방출원은 은하핵 주변에 위치해 있다.

## 방출원과전리수소영역과의 연관성
많은 방출원은 항성 형성이 활발한 H II 영역과 연관되어 있다. 네 곳의 가장 밝은 H II 영역은 각각 NGC 588, NGC 592, NGC 595, NGC 604로 명명되었다. 해당 영역은 태양 질량의 12만~40만 배 정도의 질량을 갖는 가스를 가지고 있다. 이 중에서 가장 밝은 영역인 NGC 604는 약 300만 년 전 폭발적으로 항성 형성이 개시되었을 것으로 보인다. NGC 604는 국부 은하군에서 2번째로 밝은 H II 영역으로, 밝기는 대략 태양의 (4.5 ± 1.5) × 107배이다. 다른 눈에 띄는 H II 영역으로는 IC 132, IC 133, IK 53이 있다.

## 남쪽 나선팔의 항성 분포
북쪽 주요 나선팔은 네 개의 거대한 H II 영역을 포함하고 있는 데 비해, 남쪽 주요 나선팔은 많은 젊고 온도가 높은 별들을 포함하고 있다.

## 남쪽 나선팔의초신성 폭발비율
추정되는 초신성 폭발 비율은 한 세기마다 Ia형 초신성이 0.06, Ib/Ic/II형에 대하여 0.62 정도이다. 다르게 말하면 삼각형자리 은하에서는 147년마다 1개 꼴로 초신성 폭발이 일어난다. 2008년에는 백 개 이상 되는 초신성 잔해가 삼각형자리 은하에서 파악되었으며, 대다수가 남쪽 나선팔에 있었다. 이러한 비대칭성은 H I 영역과 H II 영역 분포 및 O형 주계열성 분포에도 나타난다. 이러한 비대칭성 분포의 상쇄점은 은하핵 남서쪽으로부터 2분각 떨어진 지점이다.

## 신성 탐사 은하
M33은 M31, M81과 함께 국제천문연맹의 CBAT에서 신성을 추적하고 있는 은하 중 하나이다.

## 구상 성단의 분포
대략 54 개의 구상 성단이 파악되었는데, 실제 수는 최소 122개 이상이다. 파악된 구상 성단의 나이는 우리 은하의 그것에 비해 수십억 년 젊으며, 형성 속도는 대략 1억 년 전부터 급격히 빨라진 것으로 파악되었다. 이러한 증가는 주변부에 있는 가스가 은하핵으로 흘러 들어가는 상관관계와 깊은 연관이 있다. 무거운 항성의 자외선 방출 수준은 대마젤란 은하의 그것과 매우 비슷하다.
2007년에는 항성 질량의 15.7배쯤 되는 항성 질량 블랙홀이 찬드라 엑스선 관측선에 의해 발견되었다. 해당 블랙홀은 M33 X-7로 명명되었고, 3.5일 주기로 짝별과 식현상을 일으키며, 지금까지 발견된 항성질량 블랙홀 중 가장 무거운 것이다.

## 안드로메다 은하와의 수소선 연결
위에서 언급했듯이, 안드로메다 은하와 M33은 수소선(Hydrogen line) 및 항성들로 연결되어 있는데, 이는 과거 두 은하의 상호작용이 대략 20억 ~ 80억 년 전부터 시작되었음을 보여주며, 더 격렬한 접근이 25억 년 뒤 시작될 것임을 보여 준다.

## 운명
삼각형자리 은하의 운명은 분명치 않지만, 안드로메다 은하와 서로 연결될 것으로 추정된다. M33 미래 시나리오에 따르면 M33은 조석력에 의해 결국 찢어져서 안드로메다 은하에 흡수될 것으로 생각되고, 그 과정에서 안드로메다 은하는 성간 가스를 획득하는 데 반해 M33은 가스를 잃고 결국 항성 형성 능력을 잃을 것으로 보인다. 아니면 안드로메다 은하와 우리 은하의 충돌에 참여하여 결과적으로 합쳐진 거대한 타원 은하 주변을 도는 시나리오도 생각할 수 있다. 이러한 가능성은 삼각형자리 은하가 국부 은하군에서 축출되지 않을 경우 가능하다.

## 같이 보기
- NGC 55
- 메시에 천체 목록
- 신판일반목록
- 은하 목록
- 물고기자리 왜소은하
- 메시에 33

## 추가 문헌
- Hodge, Paul (2012). 《The Spiral Galaxy M33》. Astrophysics and Space Science Library 379. Springer Science+Business Media. doi:10.1007/978-94-007-2025-1. ISBN 978-94-007-2024-4. OCLC 757338008.